# Corso Vittorio Emanuele II

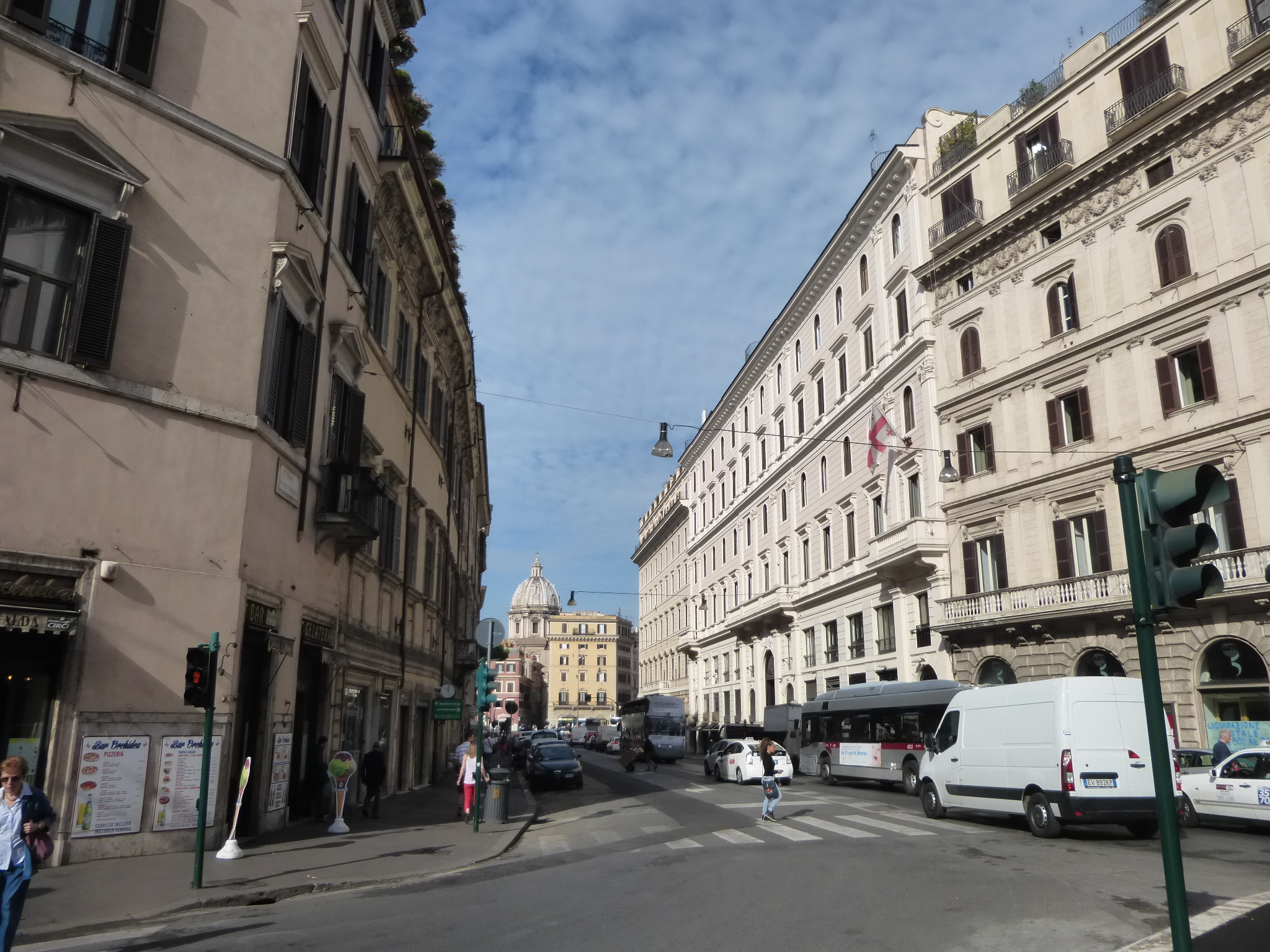
Vista da Corso Vittorio Emanuele II a partir da Piazza del Gesù.

Corso Vittorio Emanuele II, conhecido comumente como Corso Vittorio, é uma larga avenida que atravessa Roma no sentido leste-oeste. Ela liga uma ponte sobre o Tibre, a Ponte Vittorio Emanuele II, à Via Torre Argentina e à Via del Plebiscito. Esta última continua para o leste a partir da Piazza del Gesù e, passando pelo Palazzo Venezia, chega até a Piazza Venezia, dominada, no coração da cidade, pelo enorme Monumento a Vittorio Emanuele II.
Em sua rota do Tibre até o centro de Roma, Corso Vittorio passa pela Piazza della Chiesa Nuova, que fica à frente de Santa Maria in Vallicella (a chamada Chiesa Nuova), pelo Palazzo della Cancelleria, à direita, pelo Palazzo Braschi e pela prefeitura da cidade. Em seguida, o Palazzo Massimo alle Colonne e Sant'Andrea della Valle, até a bifurcação em duas ruas no Largo di Torre Argentina.
A avenida foi criada por uma resolução de 1886 e batizada em homenagem a Vitório Emanuel II, o primeiro rei da Itália.

## Monumentos
| - Palazzo Braschi - Palazzo Massimo alle Colonne - Palazzo di Pirro - Piccola Farnesina - Palazzo Vidoni Caffarelli - Palazzo della Valle - Palazzo Sora - Palazzo della Cancelleria | - Santa Maria in Vallicella - Sant'Andrea della Valle - Il Gesù - San Pantaleo |